# JR West série 273
La série 273 (273系, 273-kei) est un type de rame automotrice exploitée par la compagnie West Japan Railway Company (JR West) sur les services Yakumo sur les lignes Sanyō, Hakubi et San'in.

## Histoire
La série 273 a été annoncée par la JR West le 16 février 2022 pour remplacer les rames de la série 381.
Mi-octobre 2023, la première rame est présentée aux médias.
La mise en service de la première rame sur le service Yakumo a eu lieu le 9 avril 2024.
La série a remporté un Blue Ribbon Award en 2025.

## Intérieur
À l'intérieur, les sièges sont en disposition 2+2 pour la classe standard, et 2+1 pour la "Green Car" (première classe). Tous les sièges sont équipés de prises de courant. De plus une partie de la voiture 1 a une configuration dite de groupe avec de grands sièges qui se font face a face, des tablettes et des cloisons pour créer un compartiment privé. Les écrans au-dessus des portes affichent des informations multilingues sur le trajet. Une connexion Internet par Wi-Fi est disponible, et un grand espace bagages est mis à disposition.
La rame est équipée de la vidéosurveillance à bord, d'un système de sécurité anticollision pour la carrosserie et de la redondance systématique des équipements.

## Exterieur
Les rames sont composées de 4 caisses fabriquées par Kinki Sharyo. D'une apparence proche de la série 271, les cabines de conduite sont situées en hauteur, permettant l'intercirculation entre deux rames accouplées. Elle peuvent fonctionner en unités multiples UM2.
Les trains ont une livrée de couleur bronze.La couleur extérieure est basée sur le « Yakumo Bronze », qui incorpore des couleurs or foncé , or et bronze rouge , pour exprimer le paysage le long de la ligne, comme le soleil du matin sur le mont Daisen et le coucher de soleil sur le lac Shinji .

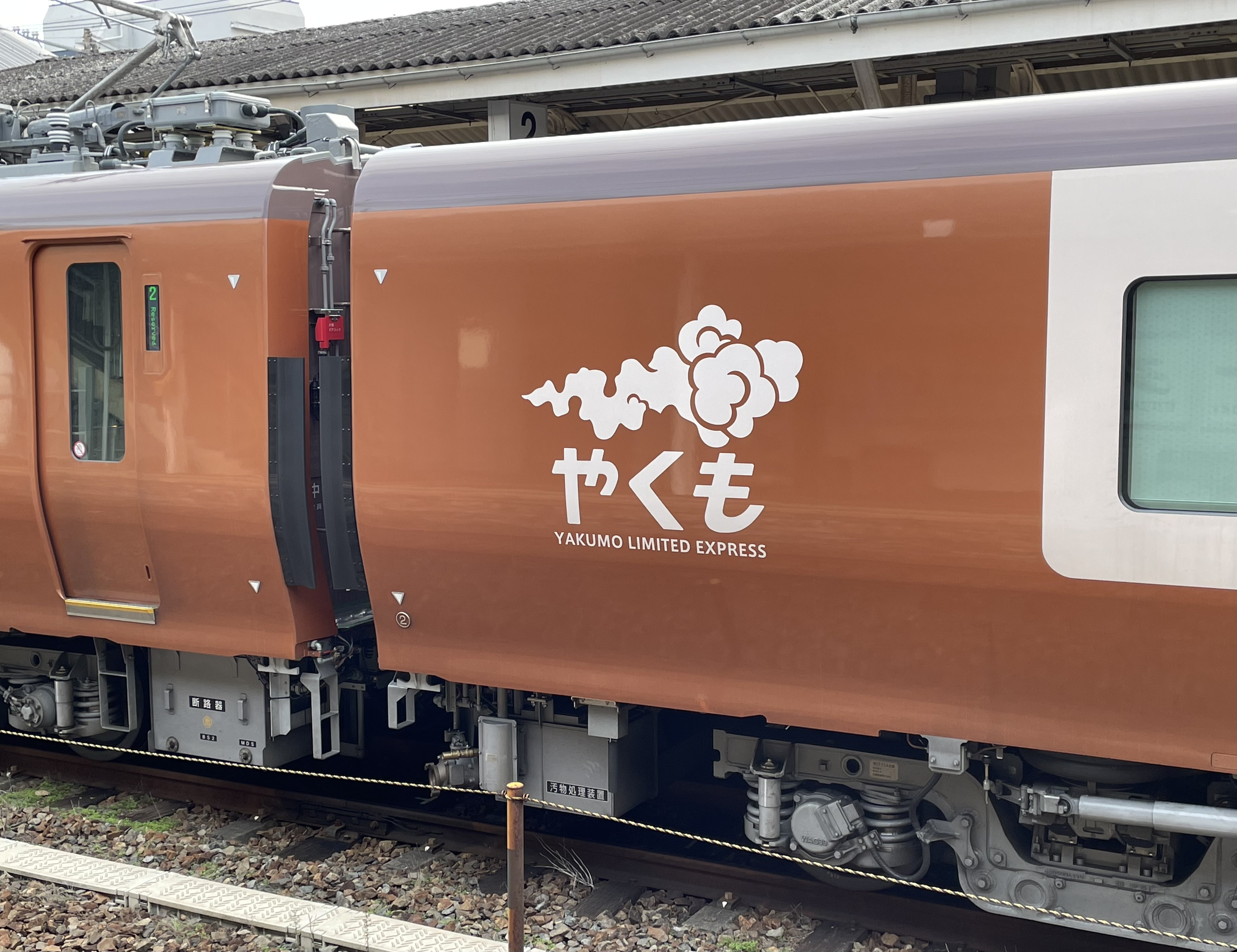
Logo du service Yakumo

## Caracteristiques techniques
Les trains sont équipés d'un système d'inclinaison pendulaire, développé conjointement par la JR West, l'Institut de recherche technique ferroviaire, et Kawasaki Heavy Industries.Dans ce système, un capteur gyroscopique sur le véhicule détecte la position actuelle et la compare avec les données cartographiques pour effectuer un contrôle et adopter la position de la pendulation.
Comme, entre autres, la série 271, elle utilise une organisation type 0,5 M dans lequel chaque voiture à un bogie moteur et un bogie porteur, par conséquent toutes les voitures sont des motrices.

## Affectation
Les rames de la série 273 assurent les services Yakumo entre Okayama et Izumo dans la préfecture de Shimane, via Yonago et Matsue, en empruntant les lignes Sanyō, Hakubi et San'in.
11 trains de 4 voitures (trains Y1-Y11) ont été affectés à la succursale d'Izumo de Goto General Rolling Stock et ont commencé leur exploitation commerciale sous le nom d'express limité « Yakumo » le 6 avril 2024.

## Galerie photos

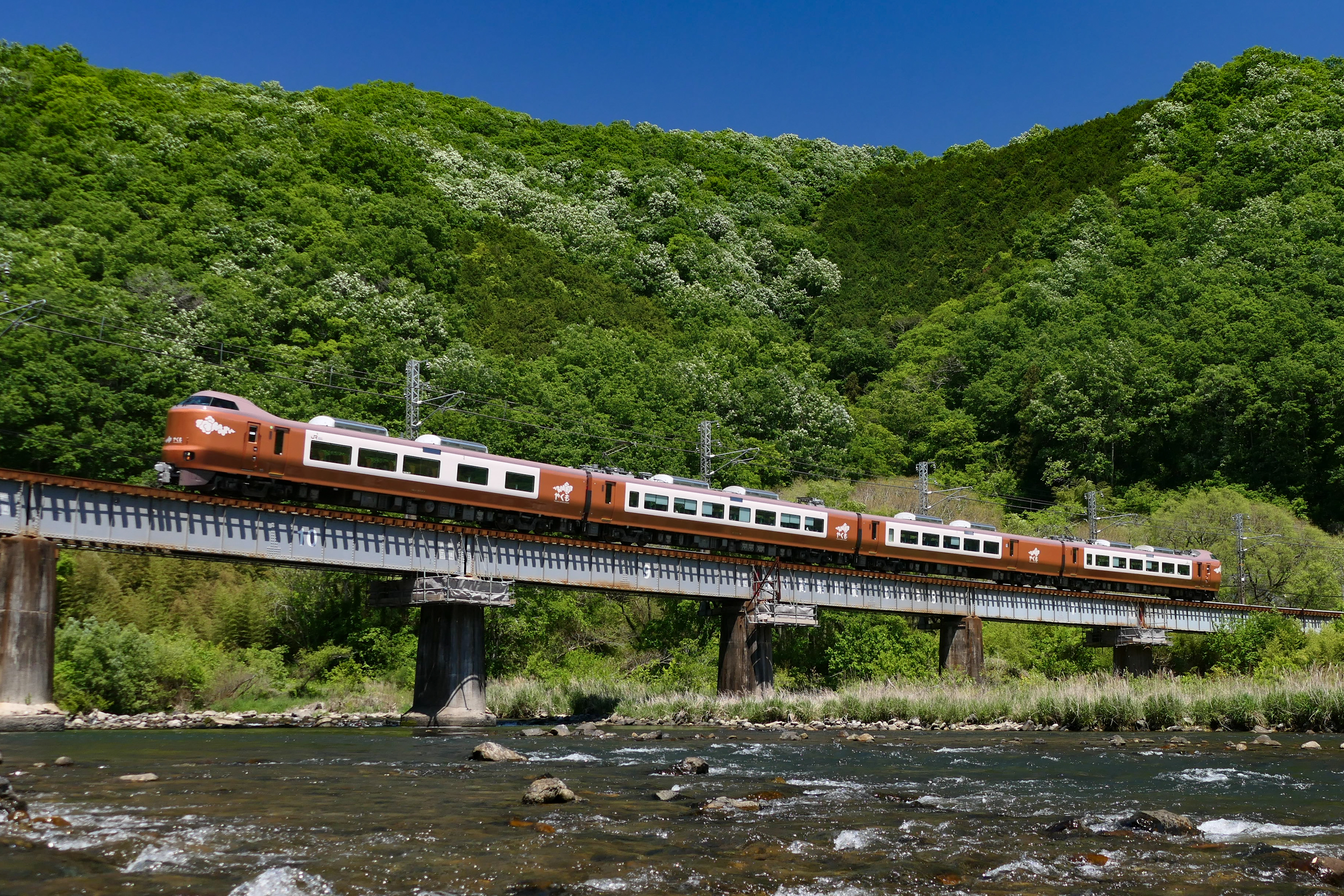
Ambiance bucolique
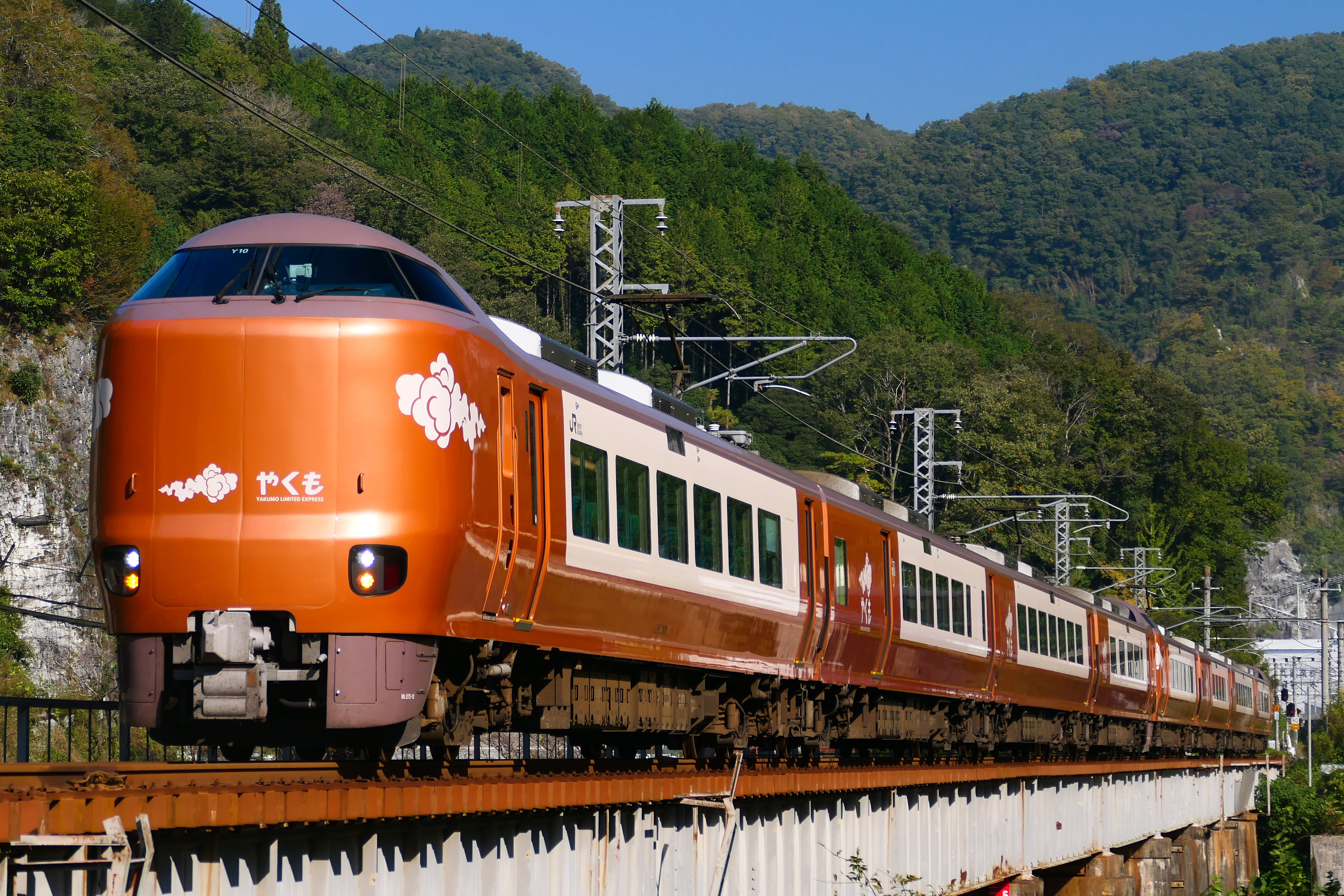
Unité multiple de 2 rames
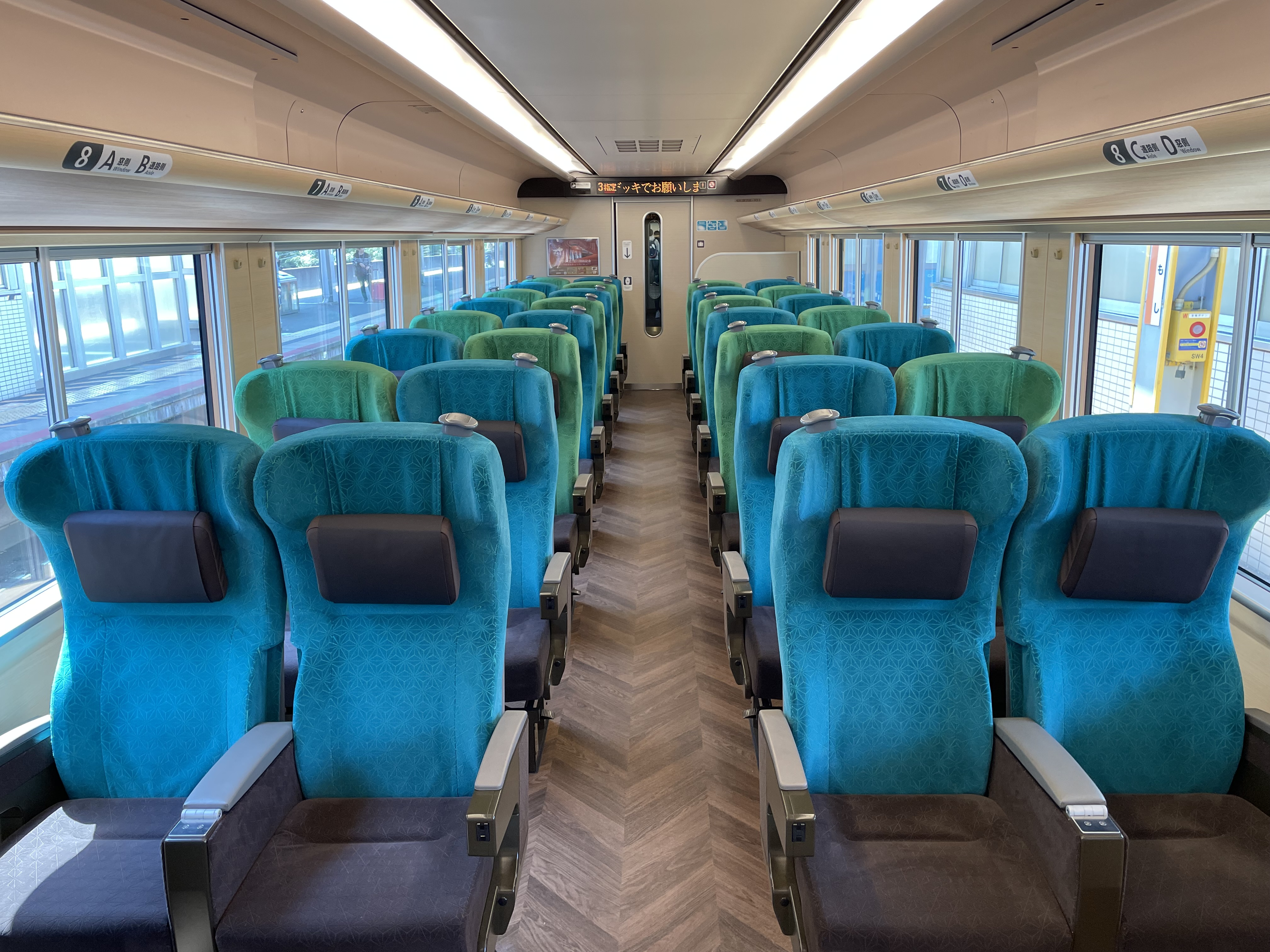
Classe standard
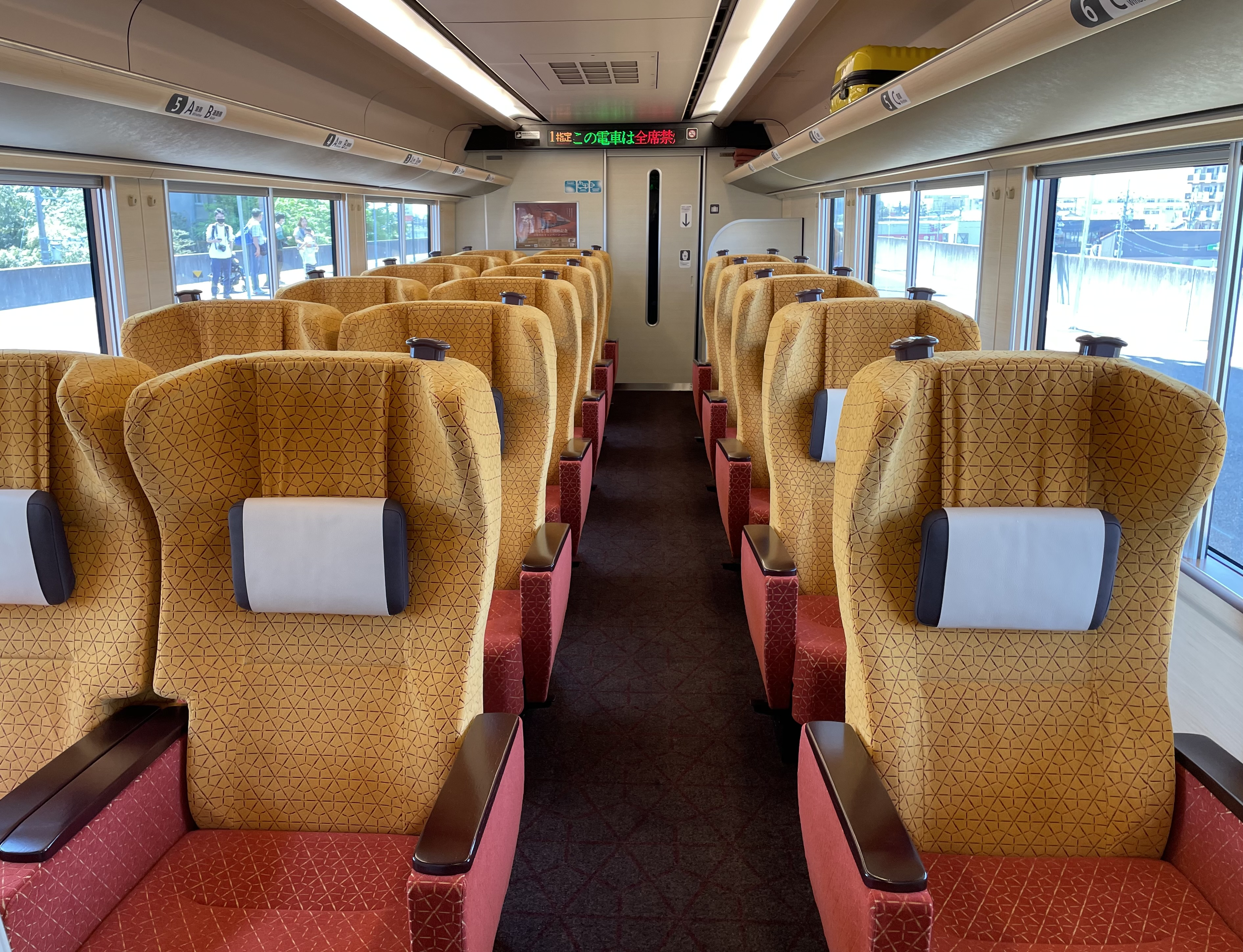
Green car